# Edutic
A Edutic foi uma unidade do Ministério da Educação de Portugal, criada no GIASE, em Março de 2005 (desp. nº 7072/2005).
Foi projectada para funcionar como uma equipa multidisciplinar responsável por desenvolver durante dois anos, as seguintes competências: coordenar a rede de Centros de Competência existente e promover o seu alargamento para apoio e cobertura nacional dos agrupamentos de escolas, com vista a uma efectiva integração das TIC nas práticas pedagógicas; dinamizar a rede de escolas ENIS (European Network of Innovative Schools), como berço de experimentação e inovação na utilização das TIC, ao nível pedagógico e organizacional; promover estudos TIC na Educação; promover a utilização de ambientes virtuais de aprendizagem nas escolas e a criação de conteúdos educacionais multimedia; desenvolver e implementar um portal de educação nacional,em articulação com os restantes serviços do ME; participar nas estruturas de decisão da European Schoolnet, enquanto membro efectivo, bem como nos seus projectos e iniciativas; promover o intercâmbio europeu e internacional no âmbito das TIC na educação, participando, nomeadamente, em projectos europeus, em grupos de trabalho da Comissão Europeia, em projectos de cooperação com os PALOP e em redes internacionais TIC.
A Unidade Edutic foi projectada para coordenar a Rede Nacional de Escolas ENIS que integra a rede europeia da European Schoolnet. A rede de Escolas ENIS -  European Network of Innovative Schools,  surge no contexto da European Schoolnet, expressão de um consórcio de Ministros da Educação Europeus e da Comissão Europeia que têm vindo a articular esforços e recursos na concretização de políticas para a educação e culturas europeias, no quadro do desenvolvimento da Sociedade da Informação e actualmente da Sociedade do Conhecimento e Aprendizagem. A  rede ENIS europeia inclui escolas dos diversos países, que se destacam na utilização das Tecnologias de Informação e de Comunicação, tanto ao nível organizacional como pedagógico.Esta certificação visa genericamente reconhecer e certificar escolas de todos os níveis e ciclos de ensino que sejam bem sucedidas na integração e implementação da utilização das Tecnologias de Informação e Comunicação na Europa. 
A Edutic deu continuidade à actividade do Programa Nónio Séc. XXI, incorporando uma rede de 19 Centros de Competência Nónio que desenvolviam actividades de apoio à integração das TIC nas escolas desde 1997, com um contributo positivo no âmbito de: desenvolvimento qualitativo de actividades/projectos das escolas, ajudando-as a reflectir e debater metodologias e formas de utilização das TIC com os alunos; formação de professores; produção de conteúdos para a web/software.
Contudo, em Julho de 2005, todas as competências exercidas pela Edutic foram transferidas para a Equipa de Missão Computadores, Redes e Internet na Escola, designada por CRIE.